# Galiicola
Galiicola is een geslacht van schimmels behorend tot de familie Phaeosphaeriaceae. De typesoort is Eudarluca australis.

## Soorten
Volgens Index Fungorum telt het geslacht drie soorten (peildatum januari 2022):
| Soortnaam                     | Auteur(s)                                              | Publicatiejaar |
| ----------------------------- | ------------------------------------------------------ | -------------- |
| Galiicola baoshanensis        | Phookamsak, Wanas. & K.D. Hyde                         | 2019           |
| Galiicola dactylidicola       | (Wijayaw., Camporesi & K.D. Hyde) Thambug. & K.D. Hyde | 2017           |
| Galiicola pseudophaeosphaeria | Tibpromma, Camporesi & K.D. Hyde                       | 2015           |